# 동일중앙초등학교
동일중앙초등학교는 대한민국 부산광역시 동구 수정동 구봉로 46에 있는 공립 초등학교이다.

## 학교 연혁
중앙초등학교
동일초등학교
동일중앙초등학교
- 2008년 3월 1일: 동일중앙초등학교로 통합 개교
- 2008년 3월 10일: 본교 급식실 개설(맛샘터)
- 2008년 6월 26일: 특별동 신축 준공식

## 참고 자료
- 동일중앙초등학교 - 한국교육학술정보원 학교알리미
- 부산역사문화대전 보관됨 2021-09-25 - 웨이백 머신